# 브레드 이발소
《브레드 이발소》는 몬스터 스튜디오가 제작한 대한민국의 애니메이션이다.

## 방송 일시
| 방송 채널 | 방송일                             | 방송 시간 |
| --------- | ---------------------------------- | --------- |
| KBS 1TV   | 2019년 1월 3일 ~ 4월 4일           |           |
| KBS 1TV   | 2020년 6월 6일 ~ 12월 26일         |           |
| KBS 1TV   | 2021년 12월 25일 ~ 2022년 4월 23일 |           |
| KBS 1TV   | 2022년 7월 14일 ~ 10월 27일        |           |
| KBS 1TV   | 2022년 11월 3일 ~ 2023년 2월 9일   |           |
| KBS 1TV   | 2023년 8월 31일 ~ 12월 28일        |           |
| KBS 1TV   | 2024년 11월 30일 ~ 2025년 6월 7일  |           |
| KBS 2TV   | 2024년 7월 17일 ~ 11월 6일         |           |

## 목소리 출연
- 엄상현: 브레드 피트
- 박윤희: 윌크
- 강시현: 초코, 소시지, 케이크 여왕 등
- 홍범기: 감자칩
- 김현욱: 크로와상
- 송하림: 치즈
- 윤아영: 마카롱

## 방영 목록

### 시즌 1
- AGB 닐슨 미디어리서치

| 회차       | 주제                   | 방송 일자       |
| ---------- | ---------------------- | --------------- |
| 1화        | 큰머리 컵케이크        | 2019년 1월 3일  |
| 1화        | 개구쟁이 도넛          | 2019년 1월 3일  |
| 1화        | 헤비메탈               | 2019년 1월 3일  |
| 2화        | 입사테스트             | 2019년 1월 10일 |
| 2화        | 윌크의 이사            | 2019년 1월 10일 |
| 2화        | 무서운 파이            | 2019년 1월 10일 |
| 3화        | 수상한 고객            | 2019년 1월 24일 |
| 3화        | 버터의 슬픔            | 2019년 1월 24일 |
| 3화        | 새친구 소시지          | 2019년 1월 24일 |
| 4화        | 이발의 달인            | 2019년 1월 31일 |
| 4화        | 윌크 이야기            | 2019년 1월 31일 |
| 4화        | 카망베르 치즈          | 2019년 1월 31일 |
| 5화        | 곰보빵의 사랑          | 2019년 2월 7일  |
| 5화        | 견습생의 비밀          | 2019년 2월 7일  |
| 5화        | 홍차의 달인            | 2019년 2월 7일  |
| 6화        | 마법의 가위            | 2019년 2월 14일 |
| 6화        | 주인은 누구?           | 2019년 2월 14일 |
| 6화        | 감자칩의 음모          | 2019년 2월 14일 |
| 7화        | 외톨이 타르트          | 2019년 2월 21일 |
| 7화        | 초코를 웃겨라          | 2019년 2월 21일 |
| 7화        | 소시지의 크리스마스    | 2019년 2월 21일 |
| 8화        | 거지손님               | 2019년 2월 28일 |
| 8화        | 이달의 우수직원        | 2019년 2월 28일 |
| 8화        | 영화배우 브레드        | 2019년 2월 28일 |
| 9화        | 축구왕 브레드          | 2019년 3월 7일  |
| 9화        | 내 사랑 초코           | 2019년 3월 7일  |
| 9화        | 체스왕 소시지          | 2019년 3월 7일  |
| 10화       | 초밥 관광객            | 2019년 3월 14일 |
| 10화       | 흔한 이발소 개         | 2019년 3월 14일 |
| 10화       | 브레드의 데이트        | 2019년 3월 14일 |
| 11화       | 케이크 여왕의 다이어트 | 2019년 3월 21일 |
| 11화       | 브레드의 생일파티      | 2019년 3월 21일 |
| 11화       | 악동 윌크              | 2019년 3월 21일 |
| 12화       | 케이크 여왕의 개       | 2019년 3월 28일 |
| 12화       | 거짓말은 나빠요        | 2019년 3월 28일 |
| 12화       | 회상                   | 2019년 3월 28일 |
| 최종화(13) | 브레드와 바게트        | 2019년 4월 4일  |

### 시즌 2
- AGB 닐슨 미디어리서치

| 회차       | 주제                   | 방송 일자        | 디저트 이야기 |
| ---------- | ---------------------- | ---------------- | ------------- |
| 1화        | 베이커리 타운의 이발사 | 2020년 6월 6일   | 건빵          |
| 2화        | 초코의 면접            | 2020년 6월 13일  | 초콜릿        |
| 3화        | 브레드의 탈모          | 2020년 6월 20일  | 티라미수      |
| 4화        | 마카롱의 휴일          | 2020년 6월 27일  | 마카롱        |
| 5화        | 아이스크림의 가출      | 2020년 7월 4일   | 아이스크림    |
| 6화        | 프레첼 순경            | 2020년 7월 11일  | 프레첼        |
| 7화        | 저주받은 저택          | 2020년 7월 18일  | 할로윈        |
| 8화        | 버터의 수난            | 2020년 7월 25일  | 버터          |
| 9화        | 로봇 윌크              | 2020년 8월 1일   | 우유팩        |
| 10화       | 브레드의 지혜          | 2020년 8월 22일  | 붕어빵        |
| 11화       | 단합대회               | 2020년 8월 29일  | 크로아상      |
| 12화       | 치즈의 놀이터          | 2020년 9월 5일   | 치즈          |
| 13화       | 꽃게 과자의 꿈         | 2020년 9월 12일  | 과자          |
| 14화       | 요술 주전자            | 2020년 9월 19일  | 만두          |
| 15화       | 감자칩의 칩            | 2020년 9월 26일  | 감자칩        |
| 16화       | 케이크의 결혼식        | 2020년 10월 3일  | 케이크        |
| 17화       | 감자칩과 소시지        | 2020년 10월 17일 | 소시지        |
| 18화       | 브레드의 위기          | 2020년 10월 24일 | 파이          |
| 19화       | 초코의 소개팅          | 2020년 10월 31일 | 베이글        |
| 20화       | 저주의 거울            | 2020년 11월 7일  | 꽈배기        |
| 21화       | 공주와 치즈            | 2020년 11월 14일 | 카망베르 치즈 |
| 22화       | 브레드가 된 윌크       | 2020년 11월 21일 | 도넛          |
| 23화       | 딸기와 초콜릿          | 2020년 12월 5일  | 발렌타인데이  |
| 24화       | 브랜든의 방문          | 2020년 12월 12일 | 식빵          |
| 25화       | 브레드의 가르침        | 2020년 12월 19일 | 컵케이크      |
| 최종화(26) | 단팥빵의 제자          | 2020년 12월 26일 | 멜론빵        |

### 시즌 3
- AGB 닐슨 미디어리서치

| 회차       | 주제              | 방송 일자        | 노래 및 디저트 이야기              |
| ---------- | ----------------- | ---------------- | ---------------------------------- |
| 1화        | 고양이 컵케이크   | 2021년 12월 25일 | 고양이 컵케이크송, 컵케이크의 종류 |
| 2화        | 어른이 윌크       | 2022년 1월 1일   | 우유                               |
| 3화        | 초콜릿 장벽       | 2022년 1월 8일   | 냉면                               |
| 4화        | 암산왕 초코       | 2022년 1월 15일  | 난나난송, 난                       |
| 5화        | 내 머리를 부탁해  | 2022년 1월 22일  | 팝콘                               |
| 6화        | 요가의 달인       | 2022년 2월 19일  | 요가송, 젤리                       |
| 7화        | 호빵 가족의 이사  | 2022년 2월 26일  | 호빵 패밀리, 호빵                  |
| 8화        | 유령의 집         | 2022년 3월 12일  | 핼러윈 컵케이크송, 잼              |
| 9화        | 윌크와 콩나무     | 2022년 3월 19일  | 디스코 이발소, 두부                |
| 10화       | 시골우유 빌크     | 2022년 4월 2일   | 브레드 농장에 가요, 두유           |
| 11화       | 떡 삼총사         | 2022년 4월 9일   | 쫀득쫀득~ 찰떡콩떡, 떡             |
| 12화       | 금소시지 은소시지 | 2022년 4월 16일  | 소시지의 종류                      |
| 13화       | 타임머신          | 2022년 4월 23일  | 바게트                             |
| 14화       | 설탕의 복수       | 2022년 7월 14일  | 디스코 퀸 초코, 솜사탕             |
| 15화       | 딸기는 빨개       | 2022년 7월 21일  | 콜라                               |
| 16화       | 이달의 아이스크림 | 2022년 7월 28일  | 민트초코                           |
| 17화       | 골목이발소        | 2022년 8월 4일   | 치즈스틱                           |
| 18화       | 엄마케이크의 변신 | 2022년 8월 18일  | 케이크의 종류                      |
| 19화       | 위대한 유산       | 2022년 8월 25일  | 와인                               |
| 20화       | 초코의 첫사랑     | 2022년 9월 1일   | 홍차                               |
| 21화       | 패션왕 브레드     | 2022년 9월 8일   | 샌드위치                           |
| 22화       | 왕의 얼굴         | 2022년 9월 15일  | 초코펠라, 와플                     |
| 23화       | 소시지 선발대회 1 | 2022년 9월 29일  | 케첩                               |
| 24화       | 소시지 선발대회 2 | 2022년 10월 6일  | 마요네즈                           |
| 25화       | 도넛레인저의 부활 | 2022년 10월 20일 | 도넛레인저송, 도넛의 종류          |
| 26화       | 터미네이빵        | 2022년 10월 27일 | 햄버거                             |
| 최종화(27) | 무너와의 조우     | 2022년 11월 25일 | 없음                               |

### 시즌 4: 베이커리 빵스타즈
- AGB 닐슨 미디어리서

| 회차       | 주제                 | 방송 일자        |
| ---------- | -------------------- | ---------------- |
| 1화        | 브레드군과 오토로양  | 2024년 11월 30일 |
| 2화        | 요술공주 윌키        | 2024년 12월 21일 |
| 3화        | 초코와 마카롱        | 2024년 12월 28일 |
| 4화        | 데코노트             | 2025년 1월 4일   |
| 5화        | 감자칩의 과거        | 2025년 1월 11일  |
| 6화        | 세금의 여왕          | 2025년 1월 25일  |
| 7화        | 민트초코 대전쟁      | 2025년 2월 1일   |
| 8화        | 학교괴담             | 2025년 2월 15일  |
| 9화        | 캔디즈               | 2025년 2월 22일  |
| 10화       | 빵튜브 스타          | 2025년 3월 1일   |
| 11화       | 마들렌 헤어샵의 비밀 | 2025년 3월 15일  |
| 12화       | 스턴트 우먼초코      | 2025년 3월 22일  |
| 13화       | 패션모델 꾸미기      | 2025년 3월 29일  |
| 14화       | 소시지가 된 공주     | 2025년 4월 5일   |
| 15화       | 소시지 길들이기      | 2025년 4월 12일  |
| 16화       | 앙버터의 탄생        | 2025년 4월 19일  |
| 17화       | 햄버거와 감자튀김    | 2025년 4월 26일  |
| 18화       | 먹방 스타 아이스크림 | 2025년 5월 3일   |
| 19화       | 탄빵 보이즈          | 2025년 5월 10일  |
| 20화       | 이불 밖은 위험해     | 2025년 5월 17일  |
| 21화       | 쇼미 더 머랭 1       | 2025년 5월 31일  |
| 22화       | 쇼미 더 머랭 2       | 2025년 6월 7일   |
| 최종화(23) | 초콜릿 마을의 축제   | 미방영           |

### 브레드와 윌크의 세계여행
- AGB 닐슨 미디어리서치

| 회차       | 주제/세계/지역        | 방송 일자        | 디저트 이야기 |
| ---------- | --------------------- | ---------------- | ------------- |
| 1화        | 프랑스 파리           | 2022년 11월 3일  | 바게트        |
| 2화        | 영국 런던             | 2022년 11월 10일 | 홍차          |
| 3화        | 일본 도쿄             | 2022년 11월 17일 | 돈가스        |
| 4화        | 미국 뉴욕             | 2022년 11월 24일 | 베이글        |
| 5화        | 이집트 카이로         | 2022년 12월 8일  | 와인          |
| 6화        | 러시아 모스크바       | 2022년 12월 22일 | 샤실리크      |
| 7화        | 베트남 하노이         | 2022년 12월 22일 | 쌀국수        |
| 8화        | 브라질 리우데자네이루 | 2022년 12월 30일 | 페이조아다    |
| 9화        | 스페인 마드리드       | 2023년 1월 5일   | 하몬          |
| 10화       | 미국 로스엔젤레스     | 2023년 1월 19일  | 핫도그        |
| 11화       | 미국 샌프란시스코     | 2023년 1월 26일  | 콜라          |
| 12화       | 중국 상하이           | 2023년 2월 2일   | 만두          |
| 13화       | 대한민국 서울         | 2023년 2월 9일   | 떡            |
| 14화       | 그리스 아테네         | 2023년 8월 31일  | 파스타        |
| 15화       | 이탈리아 로마         | 2023년 9월 14일  | 피자          |
| 16화       | 일본 오사카           | 2023년 10월 12일 | 타코야끼      |
| 17화       | 대만 타이베이         | 2023년 10월 19일 | 두부          |
| 18화       | 미국 하와이           | 2023년 11월 2일  | 스팸 무스비   |
| 19화       | 튀르키예 이스탄불     | 2023년 11월 9일  | 커피          |
| 20화       | 스페인 바르셀로나     | 2023년 11월 16일 | 츄로스        |
| 21화       | 호주 시드니           | 2023년 11월 23일 | 스테이크      |
| 22화       | 중국 시안             | 2023년 11월 30일 | 우육탕면      |
| 23화       | 중국 청두             | 2023년 12월 7일  | 마라탕        |
| 24화       | 아일랜드 더블린       | 2023년 12월 14일 | 흑맥주        |
| 25화       | 캐나다 밴쿠버         | 2023년 12월 23일 | 푸틴          |
| 26화       | 대한민국 부산         | 2023년 12월 28일 | 밀면          |
| 27화       | 몽골 울란바토르       | 2024년 7월 17일  | 햄버거        |
| 28화       | 인도 델리             | 2024년 7월 24일  | 카레          |
| 29화       | 멕시코 멕시코시티     | 2024년 8월 14일  | 타코          |
| 30화       | 덴마크 코펜하겐       | 2024년 8월 21일  | 뷔페          |
| 31화       | 폴란드 바르샤바       | 2024년 8월 28일  | 요거트        |
| 32화       | 태국 방콕             | 2024년 9월 4일   | 똠얌꿍        |
| 33화       | 독일 베를린           | 2024년 9월 11일  | 맥주          |
| 34화       | 오스트리아 빈         | 2024년 9월 25일  | 페이스트리    |
| 35화       | 스위스 베른           | 2024년 10월 2일  | 퐁듀          |
| 36화       | 캐나다 퀘벡           | 2024년 10월 16일 | 메이플시럽    |
| 37화       | 미국 보스턴           | 2024년 10월 23일 | 랍스터        |
| 38화       | 일본 삿포로           | 2024년 10월 30일 | 라멘          |
| 최종화(39) | 대한민국 제주         | 2024년 11월 6일  | 고기국수      |

### 그린캠페인
- AGB 닐슨 미디어리서치

| 회차 | 주제         |
| ---- | ------------ |
| 1화  | 플라스틱     |
| 1화  | 음식물쓰레기 |
| 1화  | 미세먼지     |

## 결방 및 편성안내
- 2024년 12월 7일: KBS 뉴스특보 윤석열 탄핵 국회 생중계의 관계로 인해 결방했다.
- 2024년 12월 14일: KBS 뉴스특보 윤석열 탄핵 제2차 탄핵소추안 국회 생중계의 관계로 인해 결방했다.
- 2025년 1월 4일: 제주항공 2216편 활주로 이탈 사고에 따른 편성 대체로 인해 오후 2시 5분으로 편성했다.
- 2025년 1월 18일: KBS 뉴스특보 윤석열 구속영장 심사의 관계로 인해 결방했다.
- 2025년 2월 8일: 2025년 하얼빈 동계 아시안 게임의 관계로 인해 결방했다.
- 2025년 2월 22일: 이수인 동요축제 둥글게 둥글게 방송 편성으로 인해 오후 2시 10분으로 편성했다.
- 2025년 3월 8일: KBS 뉴스특보 윤석열 석방 여부 논의 관계로 인해 결방했다.
- 2025년 5월 24일: 2025 국제양궁대회의 관계로 인해 결방했다.

## 관련 서적
- 필름북은 제1~2기는 형설아이, 제3기는 서울문화사에서 출간하고 있다. 제1기는 6권 전부가 나왔고, 제2기는 5권 전부가[2], 제3기는 2022년 12월 기준으로 총 4권이 간행되었다. 스페셜 백과도 나왔다. 2기에서 이야기가 끝나고 나오는 '디저트 이야기'는 북센스에서 《윌크가 들려주는 단짠단짠 디저트의 역사》라는 제목으로 별도로 전 2권으로 나왔다.

### 1기
| 권 수 | 발간 일자        | 내용                   |
| ----- | ---------------- | ---------------------- |
| 1권   | 2019년 3월 29일  | 큰머리 컵케이크        |
| 1권   | 2019년 3월 29일  | 헤비메탈               |
| 1권   | 2019년 3월 29일  | 입사테스트             |
| 1권   | 2019년 3월 29일  | 브레드의 이발교실 1    |
| 1권   | 2019년 3월 29일  | 수상한 고객            |
| 1권   | 2019년 3월 29일  | 버터의 슬픔            |
| 1권   | 2019년 3월 29일  | 새친구 소시지          |
| 2권   | 2019년 7월 12일  | 이발의 달인            |
| 2권   | 2019년 7월 12일  | 윌크 이야기            |
| 2권   | 2019년 7월 12일  | 카망베르 치즈          |
| 2권   | 2019년 7월 12일  | 브레드의 이발교실 2    |
| 2권   | 2019년 7월 12일  | 곰보빵의 사랑          |
| 2권   | 2019년 7월 12일  | 윌크의 이사            |
| 2권   | 2019년 7월 12일  | 소시지의 크리스마스    |
| 3권   | 2019년 12월 13일 | 마법의 가위            |
| 3권   | 2019년 12월 13일 | 주인은 누구            |
| 3권   | 2019년 12월 13일 | 감자칩의 음모          |
| 3권   | 2019년 12월 13일 | 거지손님               |
| 3권   | 2019년 12월 13일 | 이달의 우수직원        |
| 3권   | 2019년 12월 13일 | 영화배우 브레드        |
| 4권   | 2020년 4월 24일  | 외톨이 타르트          |
| 4권   | 2020년 4월 24일  | 초코를 웃겨라          |
| 4권   | 2020년 4월 24일  | 홍차의 달인            |
| 4권   | 2020년 4월 24일  | 축구왕 브레드          |
| 4권   | 2020년 4월 24일  | 내 사랑 초코           |
| 4권   | 2020년 4월 24일  | 체스왕 소시지          |
| 5권   | 2020년 10월 5일  | 초밥 관광객            |
| 5권   | 2020년 10월 5일  | 흔한 이발소 개         |
| 5권   | 2020년 10월 5일  | 브레드의 데이트        |
| 5권   | 2020년 10월 5일  | 티라미슈 양과 재회     |
| 5권   | 2020년 10월 5일  | 케이크 여왕의 다이어트 |
| 5권   | 2020년 10월 5일  | 브레드의 생일파티      |
| 5권   | 2020년 10월 5일  | 악동 윌크              |
| 6권   | 2021년 2월 19일  | 여왕님의 개            |
| 6권   | 2021년 2월 19일  | 거짓말은 나빠요        |
| 6권   | 2021년 2월 19일  | 회상                   |
| 6권   | 2021년 2월 19일  | 바게트와의 만남        |
| 6권   | 2021년 2월 19일  | 브레드와 바게트 1화    |
| 6권   | 2021년 2월 19일  | 브레드와 바게트 2화    |
| 6권   | 2021년 2월 19일  | 브레드와 바게트 3화    |

### 2기
| 권 수 | 발간 일자        | 내용                  |
| ----- | ---------------- | --------------------- |
| 1권   | 2021년 5월 7일   | 베이커리타운의 이발사 |
| 1권   | 2021년 5월 7일   | 초코의 면접           |
| 1권   | 2021년 5월 7일   | 브레드의 탈모         |
| 1권   | 2021년 5월 7일   | 마카롱의 휴일         |
| 1권   | 2021년 5월 7일   | 아이스크림의 가출     |
| 2권   | 2021년 7월 2일   | 프레첼 순경           |
| 2권   | 2021년 7월 2일   | 저주받은 저택         |
| 2권   | 2021년 7월 2일   | 버터의 수난           |
| 2권   | 2021년 7월 2일   | 로봇 윌크             |
| 2권   | 2021년 7월 2일   | 브레드의 지혜         |
| 3권   | 2021년 9월 3일   | 단합대회              |
| 3권   | 2021년 9월 3일   | 치즈의 놀이터         |
| 3권   | 2021년 9월 3일   | 꽃게 과자의 꿈        |
| 3권   | 2021년 9월 3일   | 요술 주전자           |
| 3권   | 2021년 9월 3일   | 감자칩의 칩           |
| 4권   | 2021년 12월 31일 | 케이크의 결혼식       |
| 4권   | 2021년 12월 31일 | 감자칩과 소시지       |
| 4권   | 2021년 12월 31일 | 브레드의 위기         |
| 4권   | 2021년 12월 31일 | 초코의 소개팅         |
| 4권   | 2021년 12월 31일 | 저주의 거울           |
| 5권   | 2022년 6월 20일  | 공주와 치즈           |
| 5권   | 2022년 6월 20일  | 브레드가 된 윌크      |
| 5권   | 2022년 6월 20일  | 딸기와 초콜릿         |
| 5권   | 2022년 6월 20일  | 브랜든의 방문         |
| 5권   | 2022년 6월 20일  | 브레드의 가르침       |

### 3기
| 권 수 | 발간 일자        | 내용               |
| ----- | ---------------- | ------------------ |
| 1권   | 2022년 3월 3일   | 고양이 컵케이크    |
| 1권   | 2022년 3월 3일   | 어른이 윌크        |
| 1권   | 2022년 3월 3일   | 초콜릿 장벽        |
| 1권   | 2022년 3월 3일   | 암산왕 초코        |
| 1권   | 2022년 3월 3일   | 내 머리를 부탁해   |
| 1권   | 2022년 3월 3일   | 요가의 달인        |
| 2권   | 2022년 5월 13일  | 호빵 가족의 이사   |
| 2권   | 2022년 5월 13일  | 유령의 집          |
| 2권   | 2022년 5월 13일  | 윌크와 콩나무      |
| 2권   | 2022년 5월 13일  | 시골우유 빌크      |
| 2권   | 2022년 5월 13일  | 떡 삼총사          |
| 2권   | 2022년 5월 13일  | 금소시지 은소시지  |
| 2권   | 2022년 5월 13일  | 타임 머신          |
| 3권   | 2022년 9월 26일  | 설탕의 복수        |
| 3권   | 2022년 9월 26일  | 딸기는 빨개        |
| 3권   | 2022년 9월 26일  | 이 달의 아이스크림 |
| 3권   | 2022년 9월 26일  | 골목 이발소        |
| 3권   | 2022년 9월 26일  | 엄마 케이크의 변신 |
| 4권   | 2022년 12월 30일 | 위대한 유산        |
| 4권   | 2022년 12월 30일 | 초코의 첫사랑      |
| 4권   | 2022년 12월 30일 | 패션왕 브레드      |
| 4권   | 2022년 12월 30일 | 왕의 얼굴          |

### 4기 - 세계여행
| 권 수 | 발간 일자        | 내용          |
| ----- | ---------------- | ------------- |
| 1권   | 2022년 11월 23일 | 프랑스 파리편 |
| 2권   | 2022년 11월 29일 | 영국 런던편   |